# Puits des houillères de Lorraine
Les puits des houillères de Lorraine sont une série de charbonnages entrepris par les houillères de Lorraine entre le XIXe siècle et le XXe siècle sur les différentes communes du Bassin houiller lorrain, dans le département de la Moselle et la région historique de Lorraine (Grand Est). Il y a au total 58 puits de mine.

## GroupeFaulquemont-Folschviller

### PuitsFaulquemontn°1 et n°2

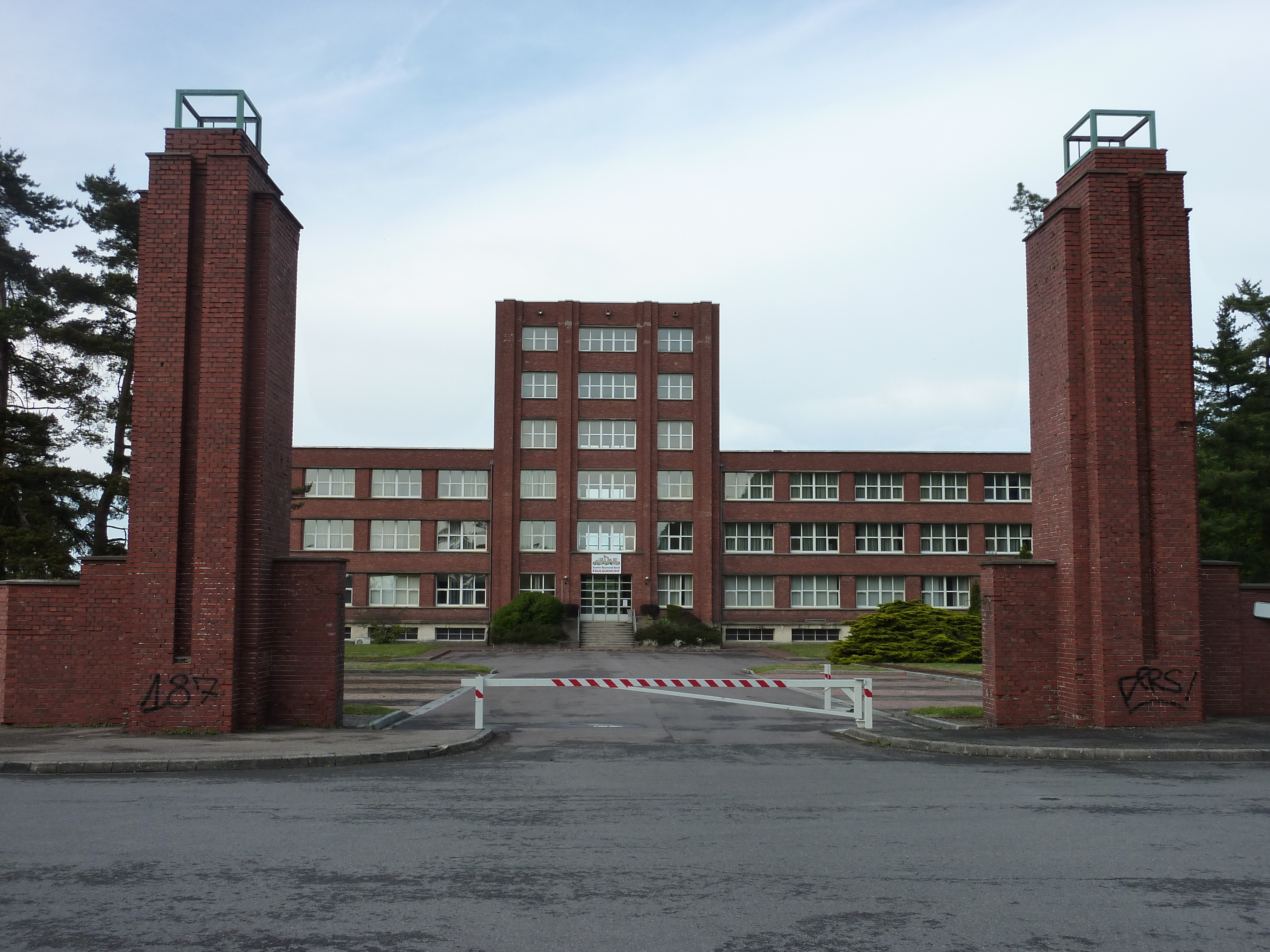
Le Siège Faulquemont.

Situé à Créhange, le puits no 1, puits d'extraction, a été foncé en 1933 pour atteindre 720 mètres de profondeur. Le puits no 2 est creusé en 1934 pour atteindre la profondeur de 829 mètres. L'exploitation cesse en 1974 et le puits ferme en 1990. La tour du puits no 2 est dynamitée le 8 décembre 1990.

### Puits Alexandre-Dreux n°1 et n°2
Situés à Folschviller, ces deux puits seront foncés à partir de 1909. Mais en 1911, une importante venue d'eau mettra fin au creusement des deux puits à 220 mètres,.

### Puits de Folschviller n°1 et n°2

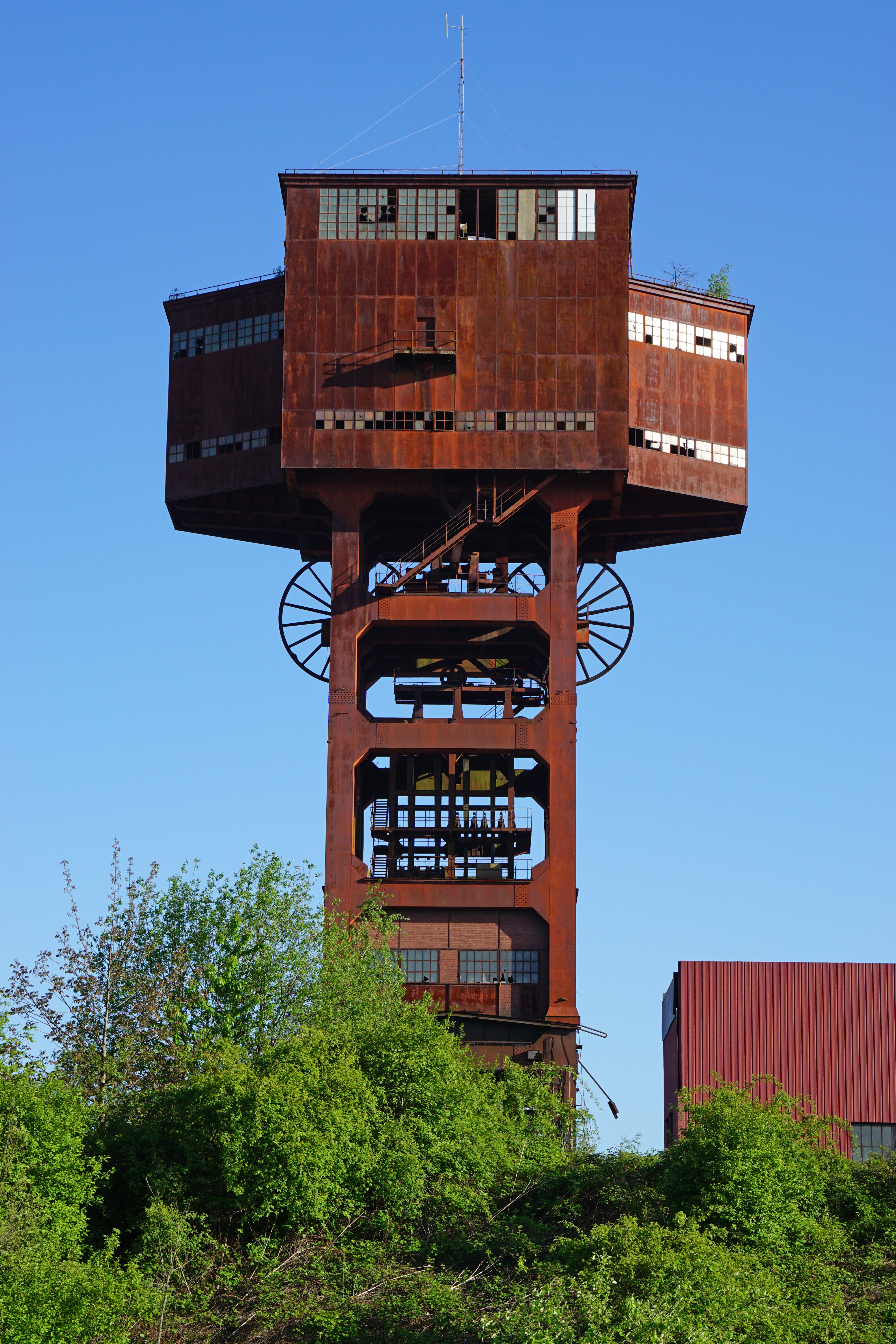
Le Siège Folschviller.

Ces deux puits sont localisés à Folschviller. Le puits no 1 est foncé à partir de janvier 1931, il sera profond de 907 mètres. L'extraction s'arrête en mars 1979. Le chevalement est démoli en 1986. Le puits no 2 est creusé en même temps que le puits no 1 jusqu’à 885 mètres sous la surface. Il ferme en mars 1979. Le chevalement est démonté en 1981,.

### Puits de Saint-Avold
Ce puits est situé à Saint-Avold. En 1955, après reconnaissance d'un nouveau champ d'exploitation, on fonce un nouveau puits, le puits de Saint-Avold. Le creusement commence le 23 août 1960, il cessera en août 1963 à l'étage 660. En 1965, une bowette est creusée en direction du puits de Sainte-Fontaine. L'extraction prendra fin en 1971.

### Puits Sainte-Fontaine
Situé à Saint-Avold, il s'agissait d'un puits d'extraction foncé à partir de janvier 1908 jusqu’à 1 037 mètres dans la vallée de la Merle, appelée depuis lors la Vallée du Charbon. Il s'appelait à l'origine puits Waldemar Müller. Le puits fermera une première fois en 1972, mais il reprendra du service en 1976, avant de fermer définitivement en 1986. Le chevalement est inscrit aux monuments historiques.

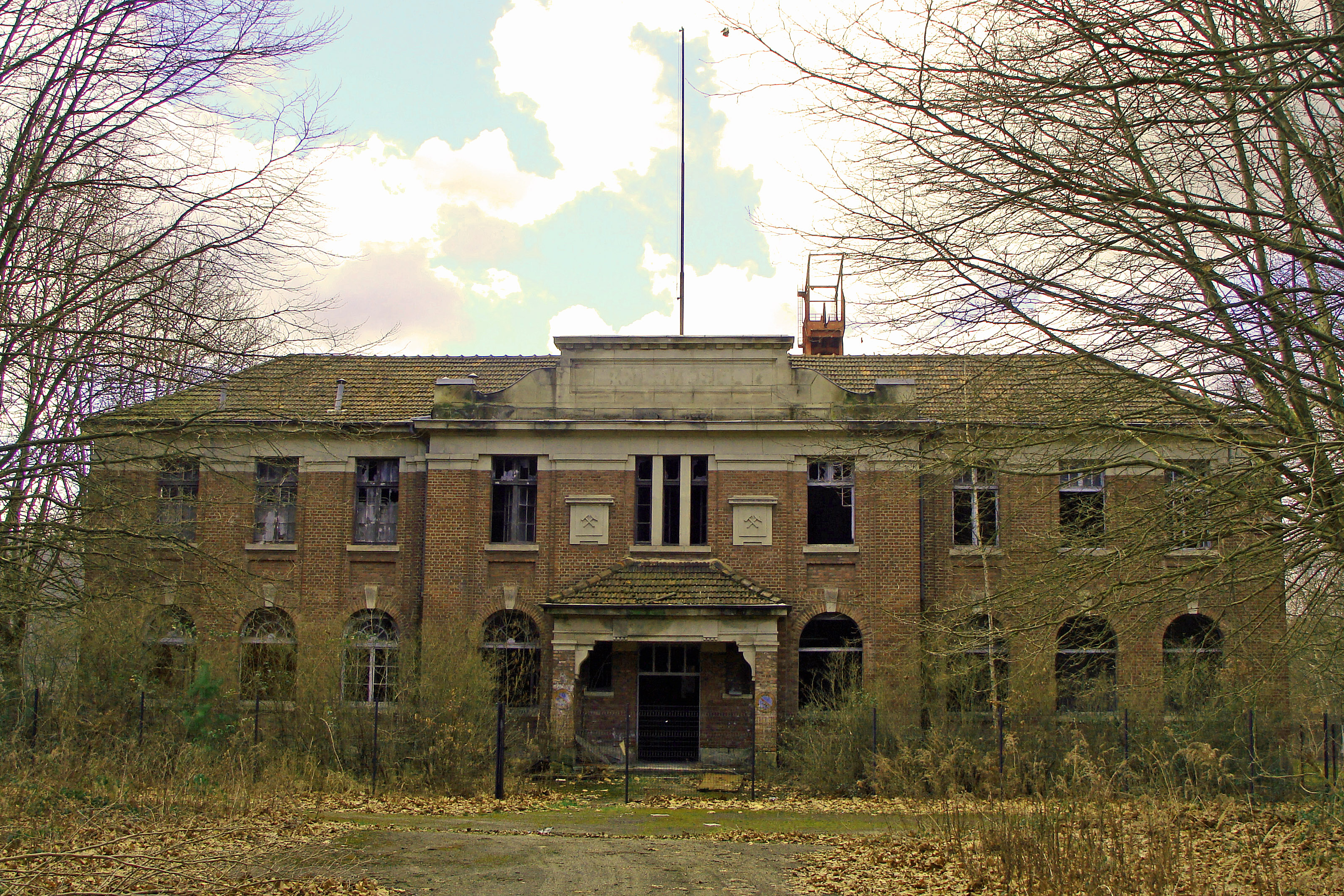
Le bâtiment des vestiaires-bureaux puits Sainte-Fontaine.
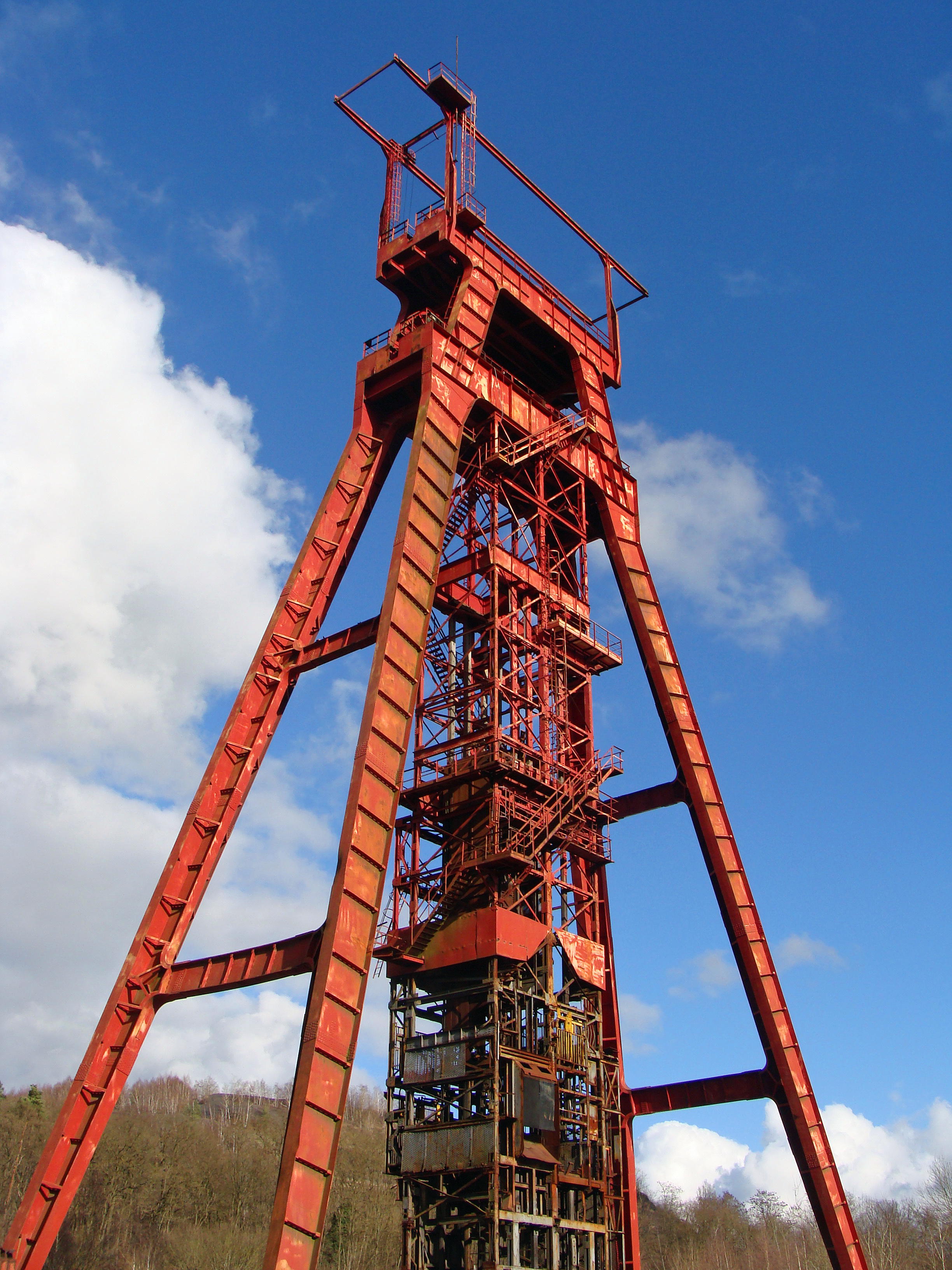
Le chevalement.
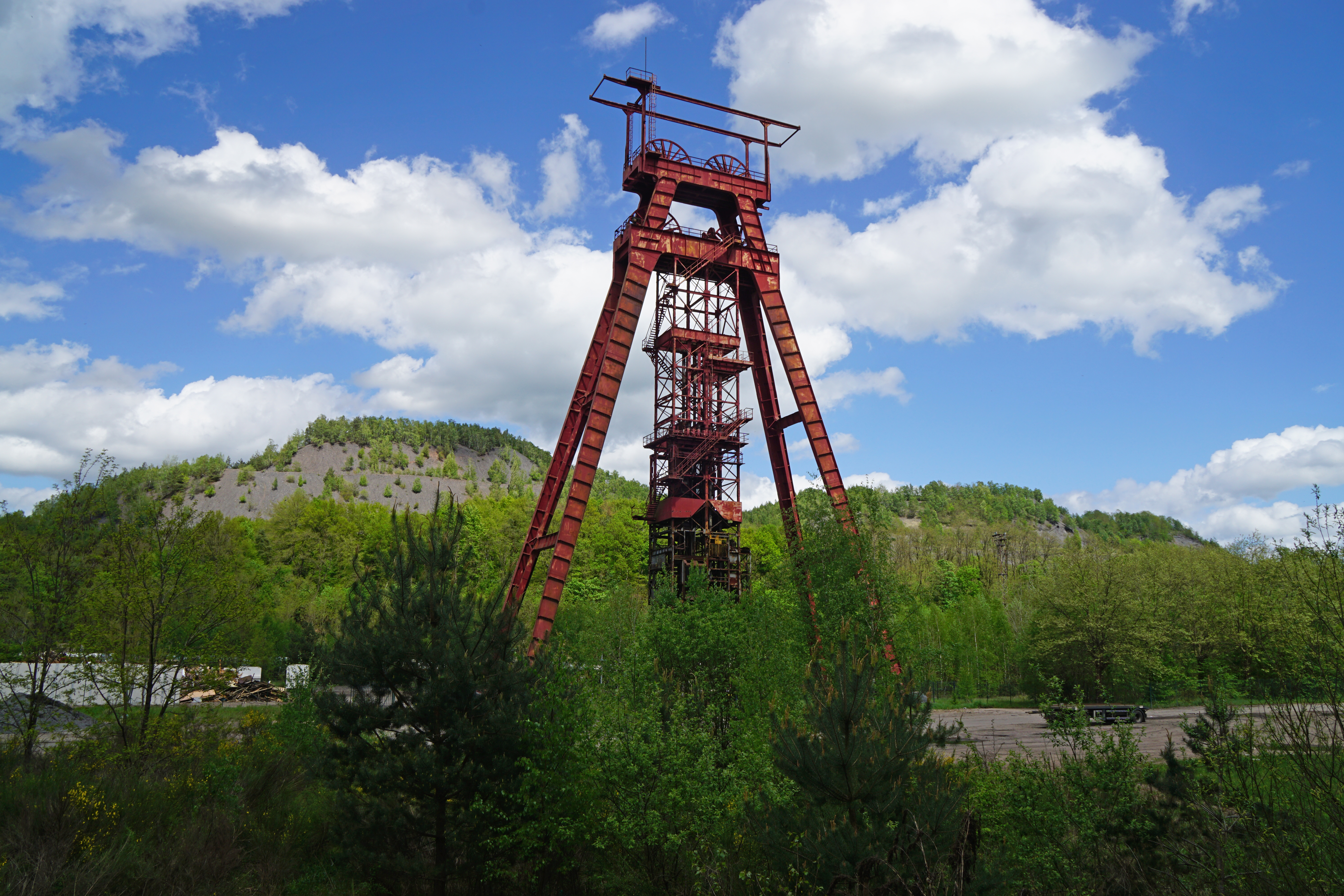
Vue générale avec les terrils.
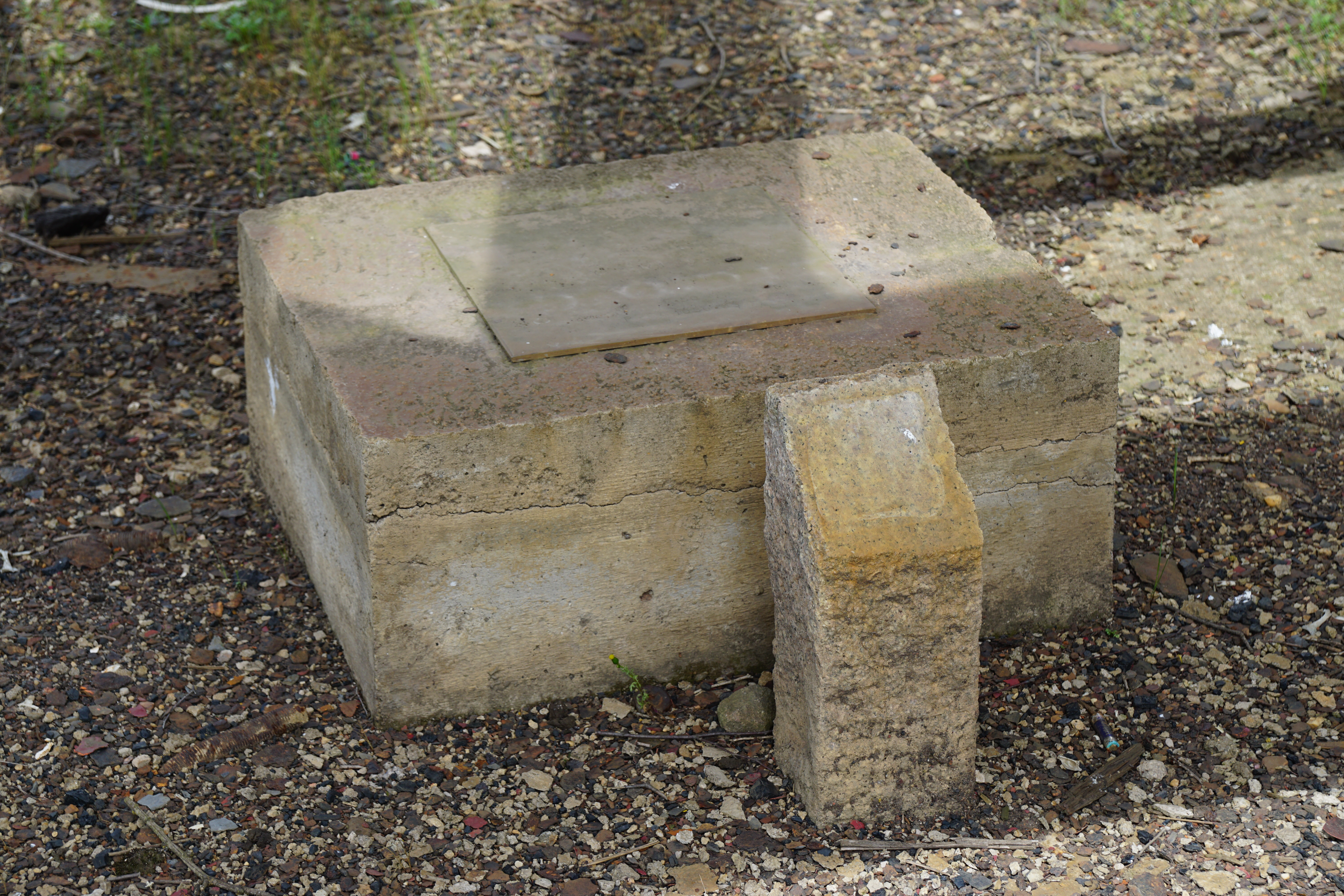
La borne du puits.

## GroupePetite-Rosselle

### Puits Marienau

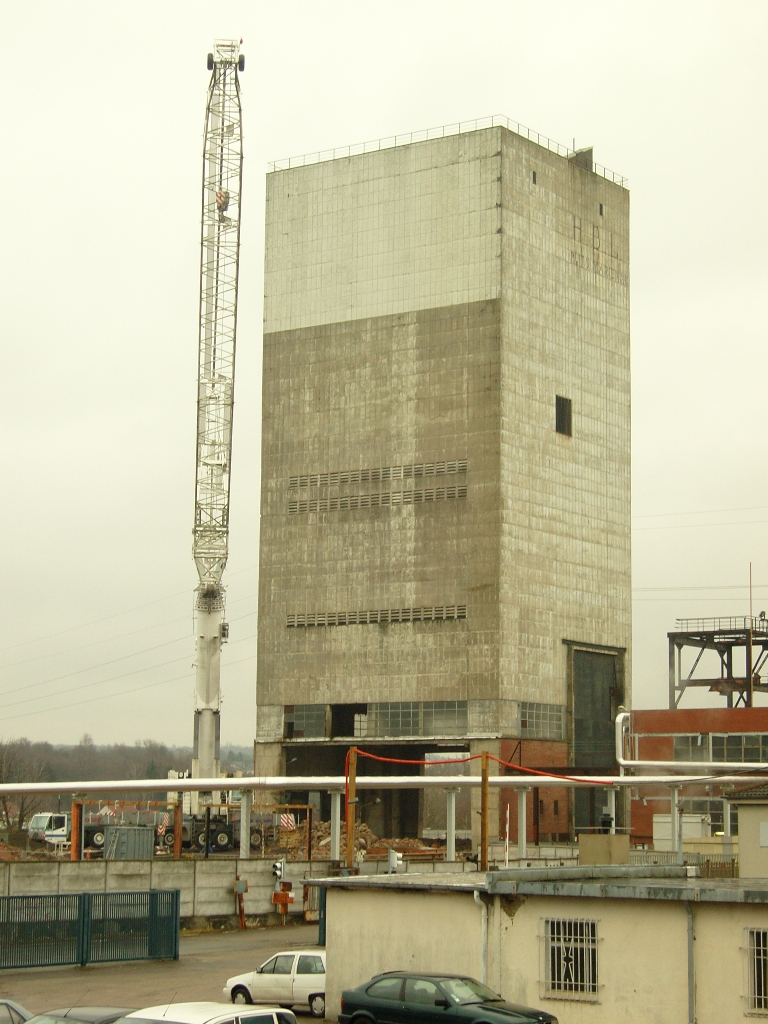
Le puits Marienau.

Localisé à Forbach, ce puits d'extraction est creusé à partir de 1957 pour atteindre une profondeur de 875 mètres. L'exploitation sera toutefois arrêtée en 1996. Il sera alors équipé d'un sas de 25 mètres de haut installé dans la tour d'extraction. Il est maintenu uniquement pour l'exhaure et l'aérage et permettre ainsi une meilleure sécurité pour l'exploitation de Merlebach.

### Siège Simon (5 puits)
Situé à Forbach, il fut ouvert à la veille de la Première Guerre mondiale en 1907 par l'administration allemande. Ce fut l'un des premiers sièges à avoir bénéficié de l’électricité au fond, avant sa fermeture en 1997 le puits comportait de nombreuses infrastructures telles que des tours réfrigérantes pour congeler le sol, une forge, un lavoir, une gare de triage, un parc à bois, des ateliers, ainsi que cinq puits de mine.

Vestige des puits no 1 et no 2.
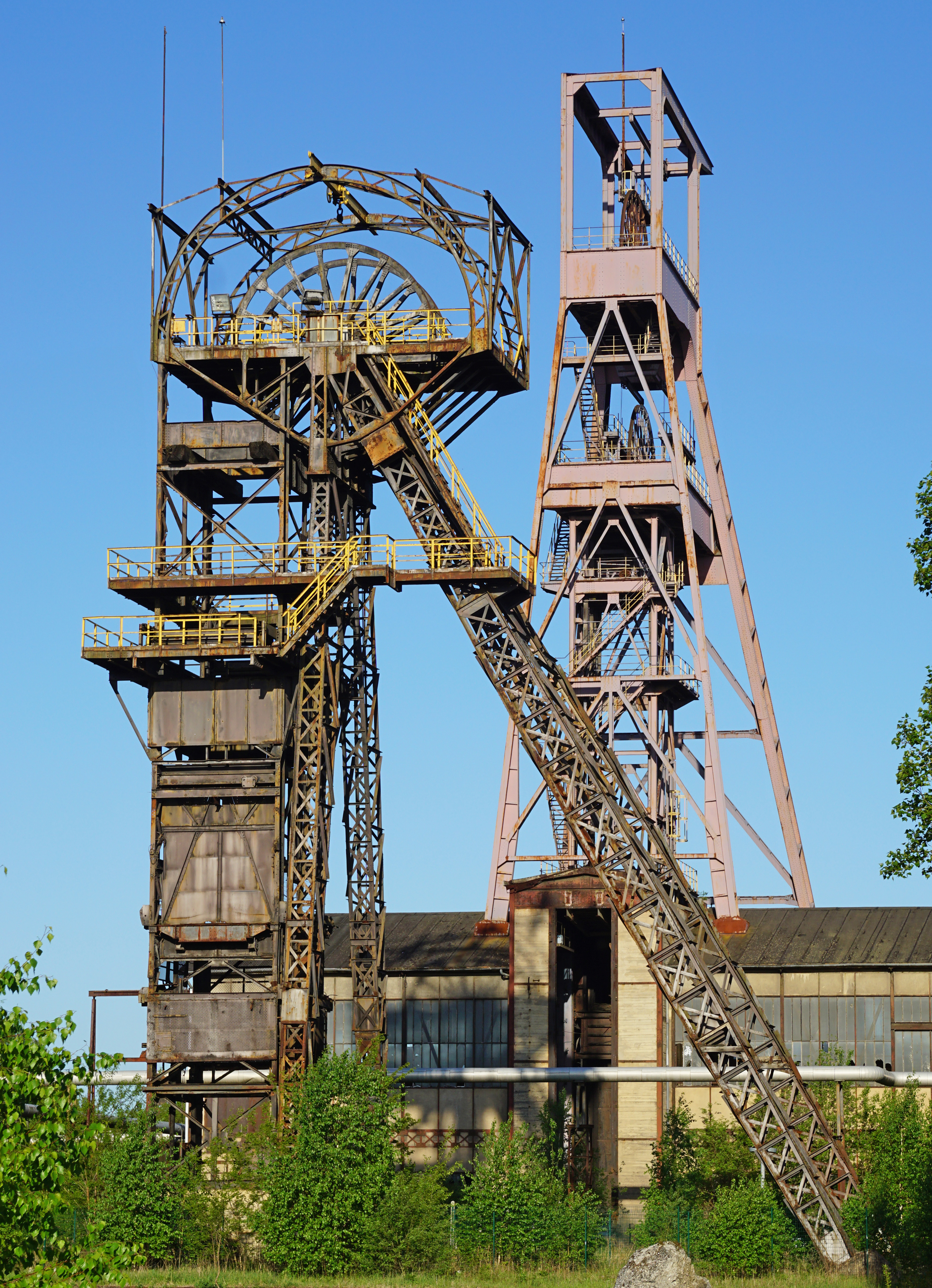
Puits Simon no 1 et no 2.
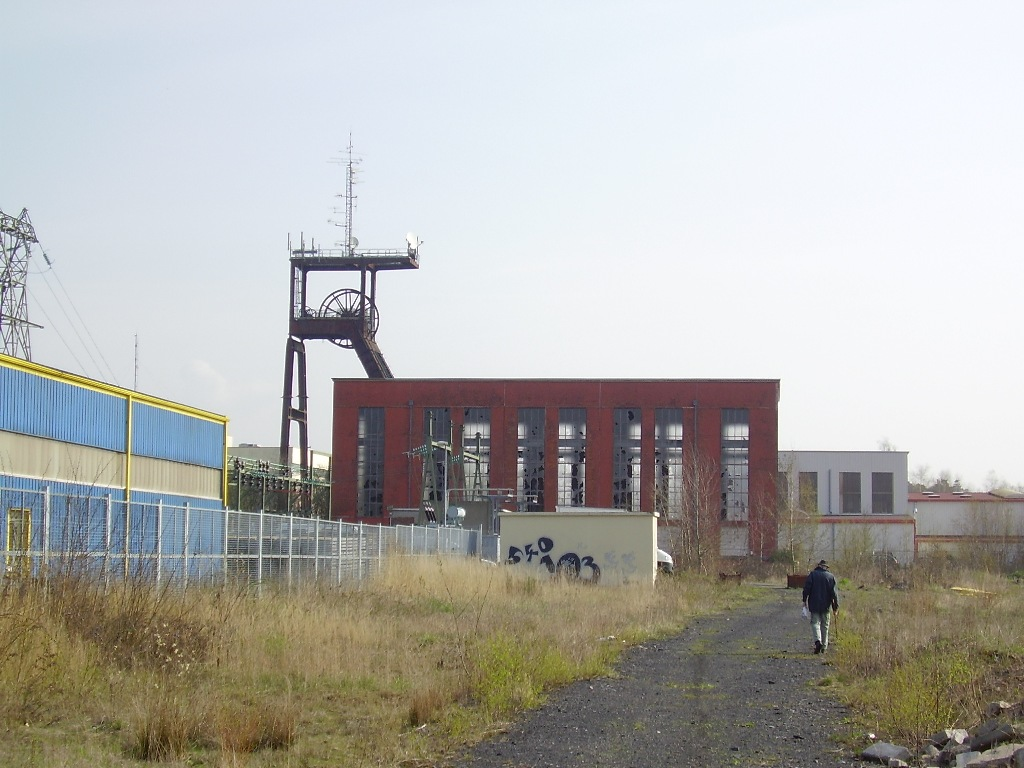
Bâtiment et chevalement du  puits no 4.
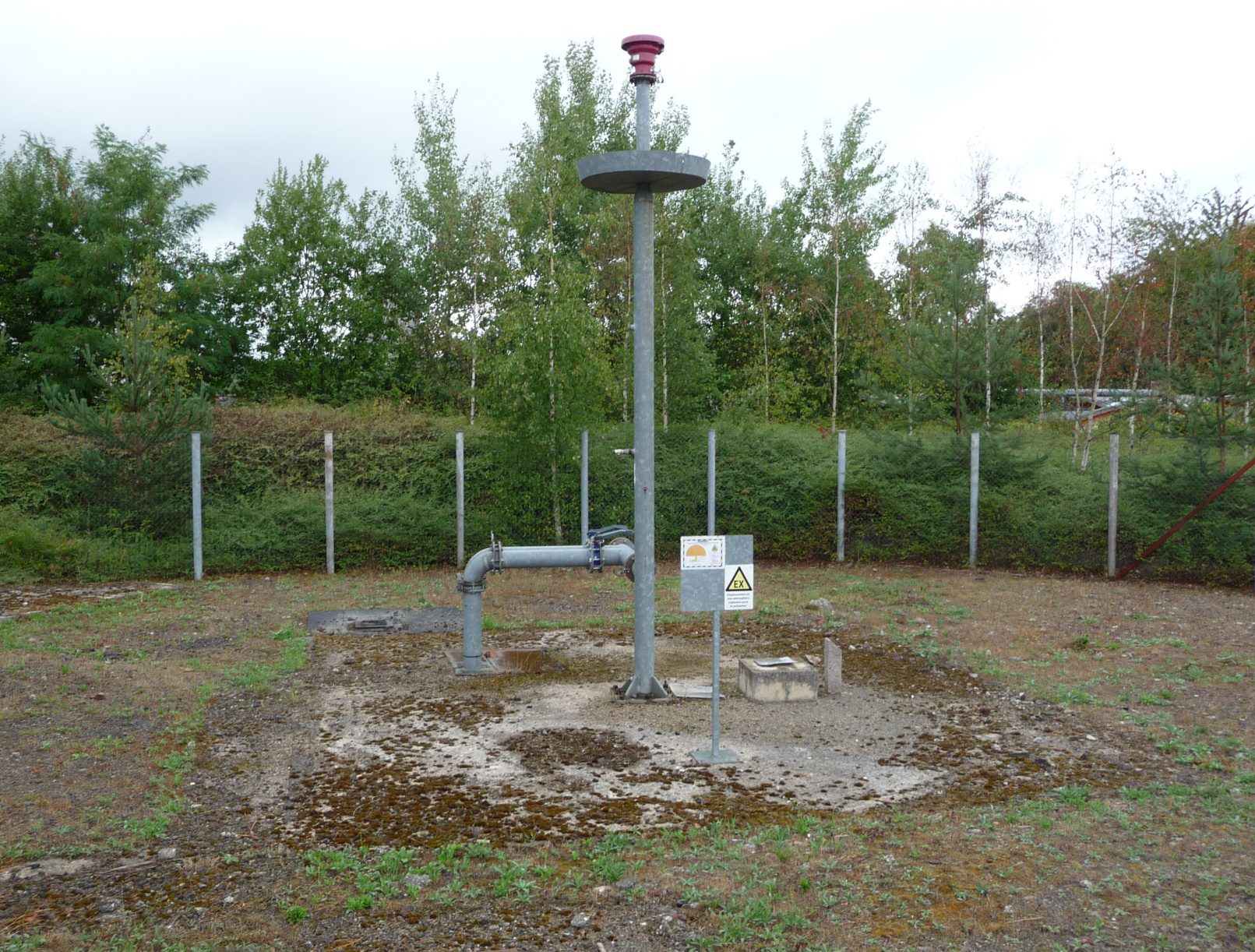
Le puits Simon no 3.

### Puits Saint-Charles n° 1, n° 2 et n° 3
Ces trois puits se trouvaient à Petite-Rosselle. Le puits Saint-Charles no 1 a été creusé à partir de mars 1854 avec un cuvelage en fonte de 4 mètres de diamètre, pour s'enfoncer jusqu’à 789 mètres sous terre. Les premiers morceaux de charbon furent extraits le 27 juin 1856. C'est avec ce puits que l'épopée de l'exploitation du charbon en Lorraine va réellement commencer. Il cessa l'extraction le 10 juillet 1965, et ferma ses portes en 1989. De nos jours, le chevalement est toujours visible, conservé par la municipalité. 
Le puits Saint-Charles no 2 est creusé à partir de 1875 et sera achevé à la profondeur de 603 mètres, il est utilisé pour les remblais et l'aérage. Le puits cessera toute activité en 1965. Il sera remblayé l'année suivante. Le puits Saint-Charles no 3 sera entamé en 1924 pour mesurer 679 mètres de fond. Il a pour fonction l'extraction et l'aérage jusqu’en 1965. Il sera remblayé en 1989 et le chevalement sera abattu en 1993.

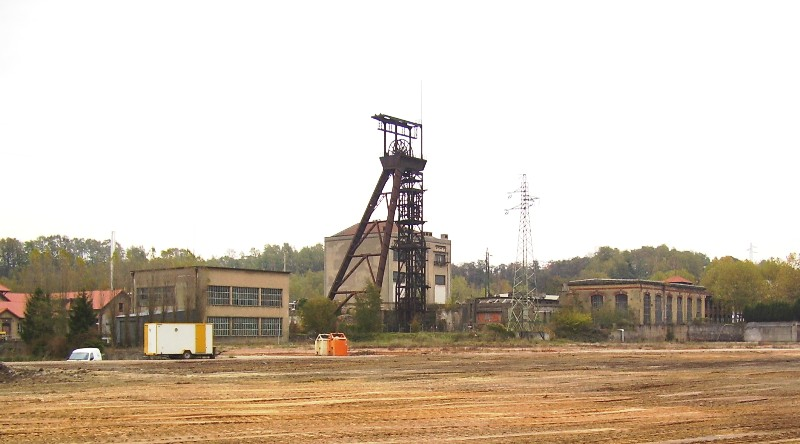
Le puits Saint-Charles n° 1.
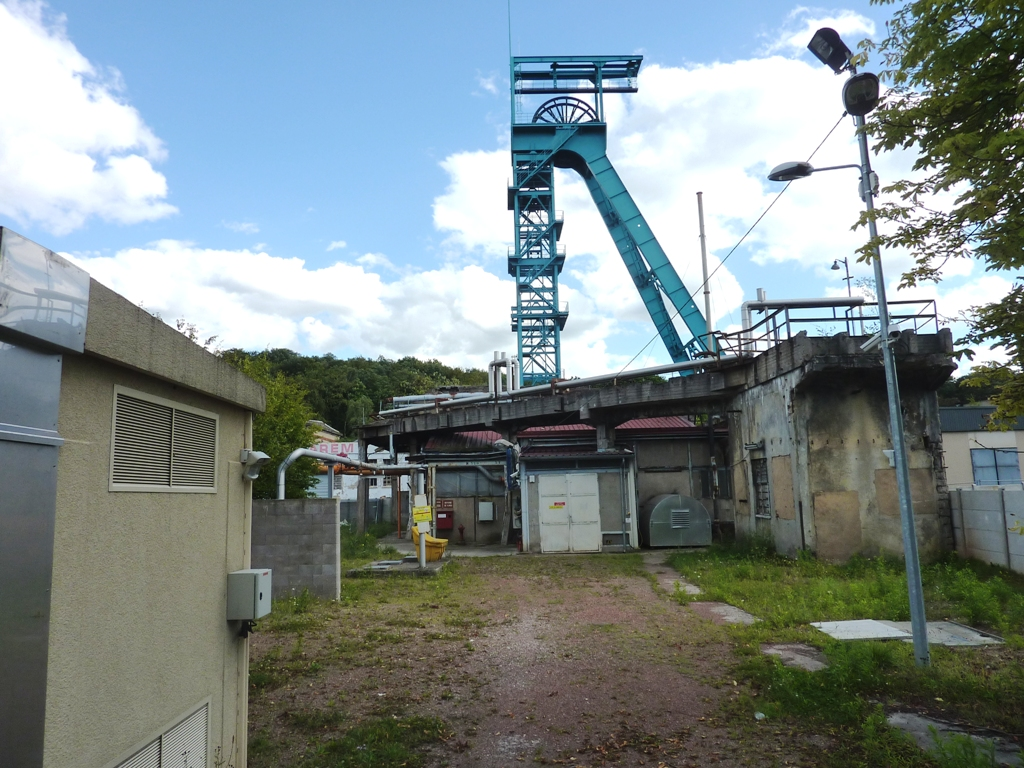
Le puits Saint-Charles n° 2.
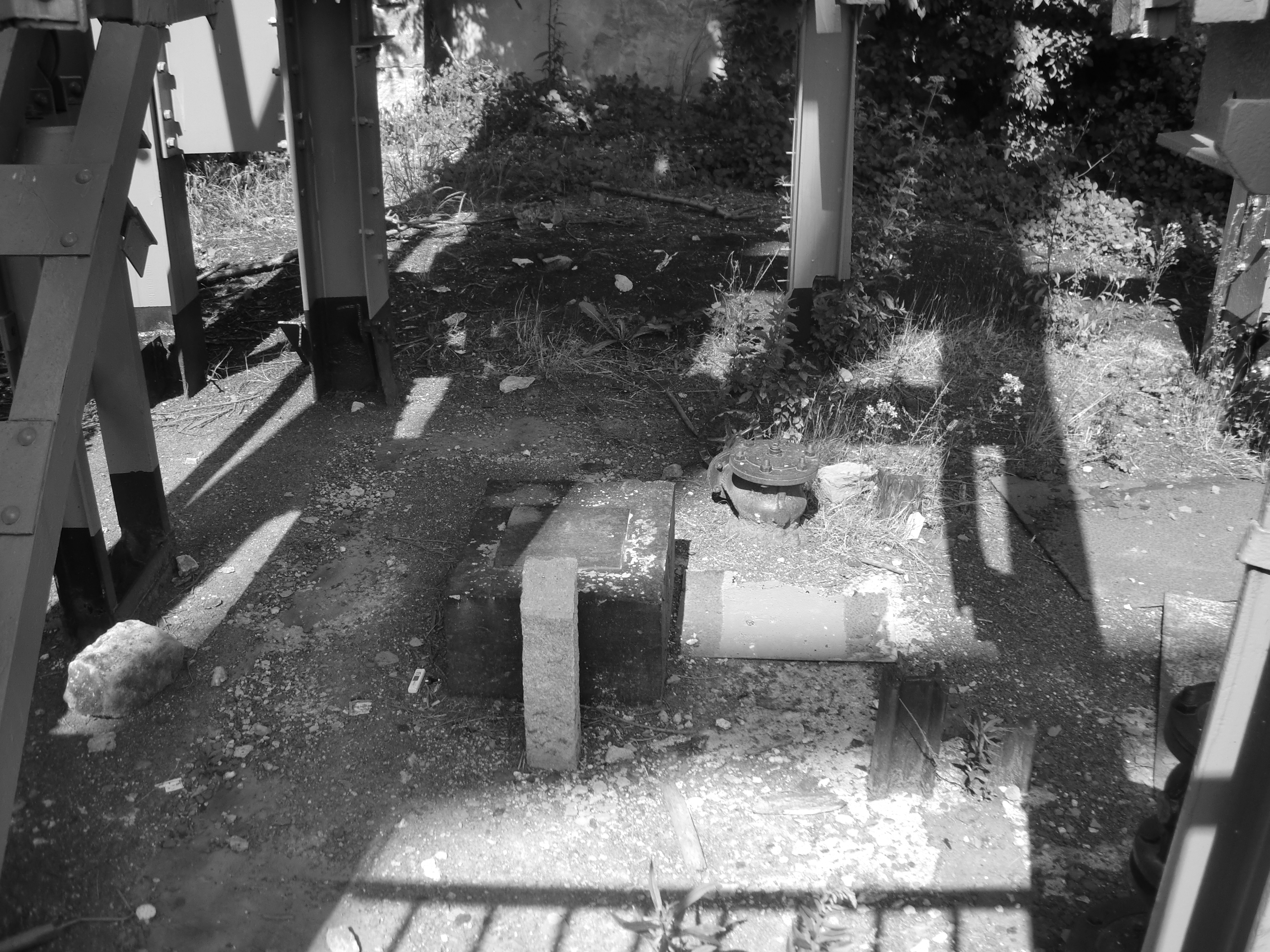
Borne du puits Saint-Charles n° 2.

### Puits Gargan n°1, n°2 et n°3
Cet ensemble se trouvait à Petite-Rosselle et était composé de trois puits. Le puits Gargan no 1 est entrepris en 1883 jusqu’à 611 mètres sous la surface. Il sera exploité de juillet 1890 à 1969. En 1972, le chevalement est démoli et le puits est remblayé. Le puits Gargan no 2 est foncé à partir de 1891 jusqu’à 613 mètres sous terre. Il sera exploité de juillet 1892 à 1969. En 1983, il subit le même sort que le puits no 1. Le puits Gargan no 3 est entamé en 1948 et sera stoppé à seulement 100 mètres de profondeur. Appelé puits de la carrière Est, il sera remblayé en 1989.

### Puits Saint-Joseph n°1 et n°2
Localisé à Petite-Rosselle, ce siège d'extraction se compose de deux puits. Le puits no 1 est commencé dès janvier 1857 et sera achevé à 718 mètres. Un chevalement d'un vingtaine de mètres en poutrelle à treillis sera édifié en 1885. L'extraction s'arrêta en 1945. Il fut mis en sécurité en mars 2006 par Charbonnages de France. Le puits no 2 sera commencé en août 1867 et sera achevé à 718 mètres. Un chevalement d'un vingtaine de mètres en poutrelles à treillis sera édifié en 1885. L'extraction s'arrêta en 1945. Les chevalements sont démolis en 1966-1967 et les puits sont mis en sécurité en mars 2006 par Charbonnages de France.

### Puits Vuillemin n°1 et n°2

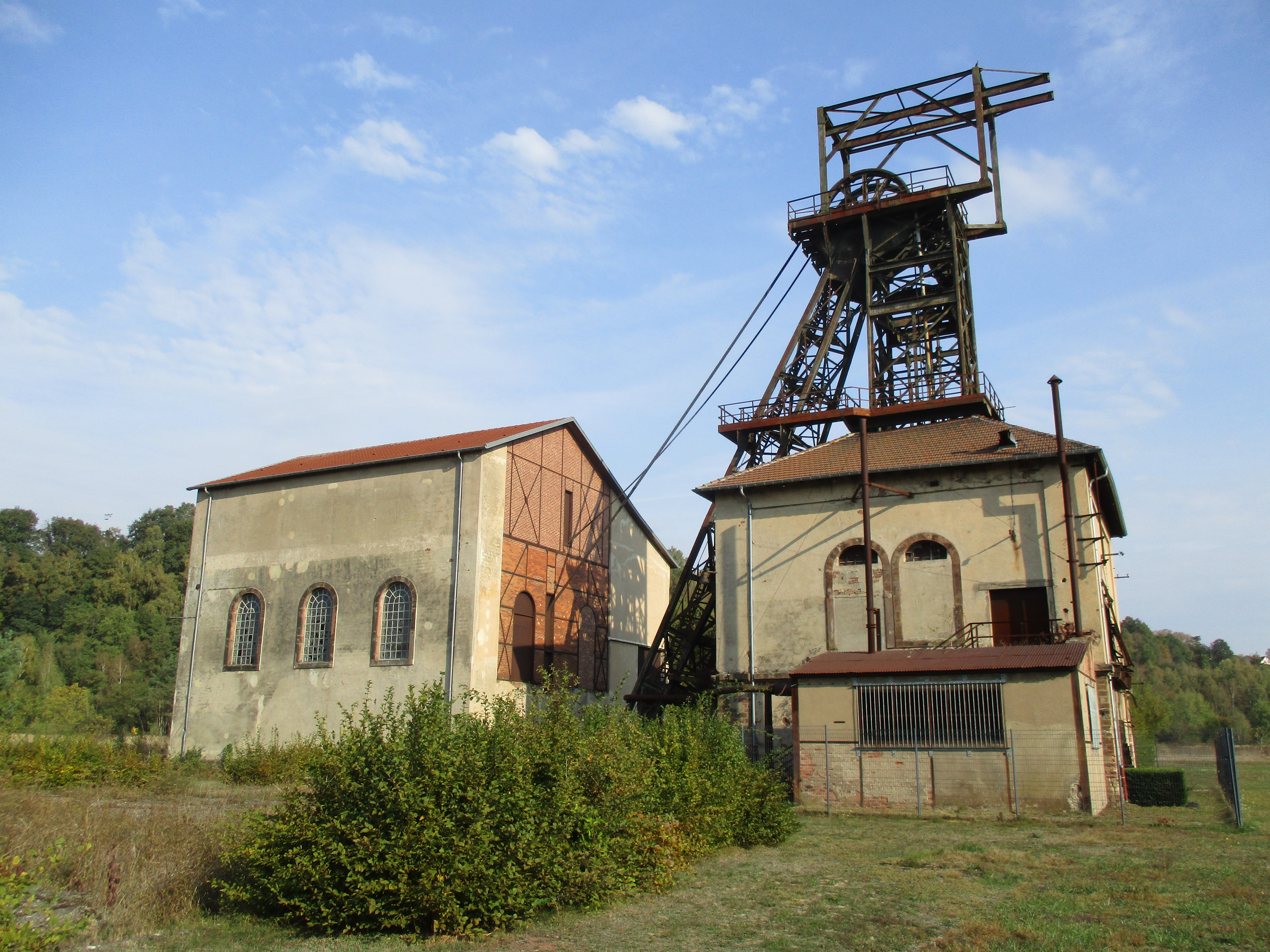
Puits Vuillemin n°2.

Ce siège d'extraction se trouve à Petite-Rosselle.
Le puits no 1 est creusé à partir de 1867 pour atteindre la profondeur de 872 mètres. L'exploitation cessera en 1962. Le chevalement sera démoli en 1990.
Le puits no 2 est creusé à partir de 1881 pour atteindre la profondeur de 773 mètres. L'exploitation cessera en 1962. C'est le plus ancien des chevalements métalliques du bassin houiller lorrain conservés. Il est classé monument historique. Il est intégré à la Mine, musée du carreau Wendel.

### Puits Wendel n°1, n°2 et n°3
Situé à Petite-Rosselle, il s'agissait d'un siège de trois puits d'extraction.

### Puits de Schœneck

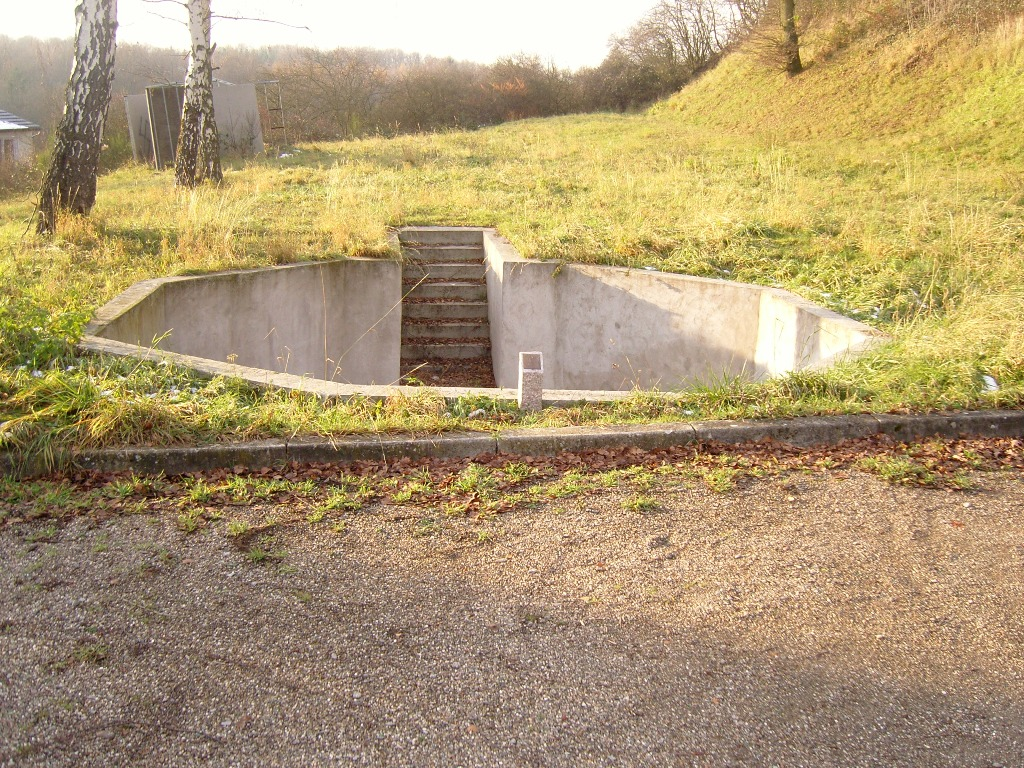
Le puits de Schœnek.

C'est le premier puits de mine des Houillères de Lorraine se trouvant à Schœneck. En novembre 1815, le second traité de Paris cause la perte de la région de la Sarre. On prend alors la décision de rechercher un hypothétique prolongement de ce gisement. En mars 1817, un sondage est entrepris sur la commune de Schœneck par l'ingénieur royal Gargan. Finalement, on découvre une couche de houille à une soixantaine de mètres sous terre.
Le fonçage du puits débute le 22 septembre 1818 pour s'achever à 143 mètres sous terre. Un chevalement en maçonnerie est édifié au-dessus du puits en 1819. En 1832, la profondeur de 143 mètres est atteinte malgré de fortes venues d'eau. L’aérage se fait par un simple compartiment de planches dans le puits. Le personnel utilise alors des échelles pour la descente et la montée. L’extraction est arrêtée le 15 novembre 1835. Il est laissé à l'abandon en février de l'année suivante. Il est remis au jour en septembre 2005 par charbonnages de France afin de le mettre en sécurité. On coule alors du béton sur une douzaine de mètres, avant de l'entourer d'un mur de sécurité.

### Puits Sainte-Marthe n°1 et n°2

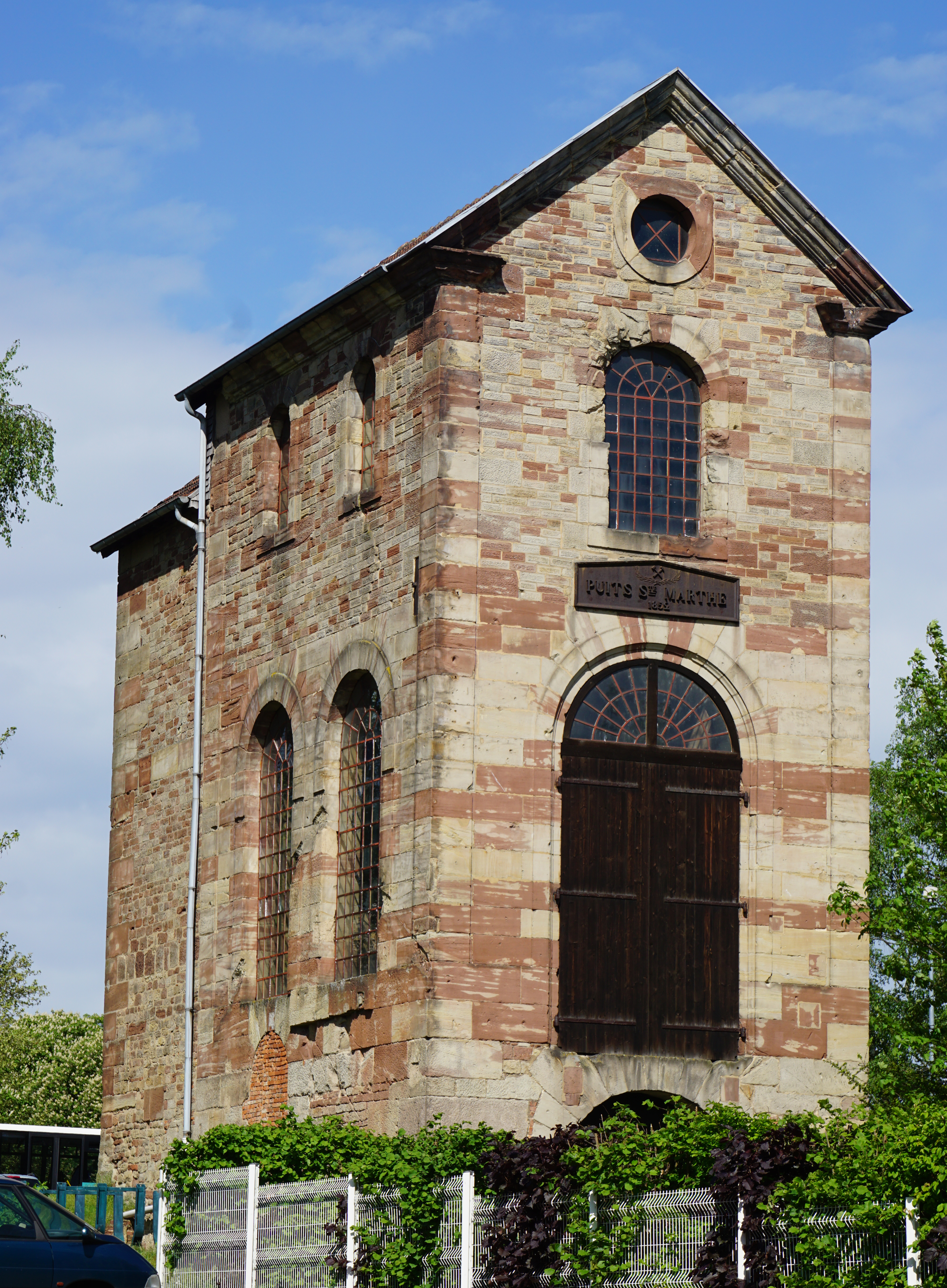
Le puits Sainte-Marthe no 1.

Il s'agissait de deux puits implantés sur la commune de Stiring-Wendel. Le puits no 1 était d'abord un sondage entrepris en mars 1847. Après avoir traversé plusieurs couches de charbon, le sondage d’un diamètre de soixante centimètres est élargi avec un cuvelage en bois. Le chevalement, une tour Malakoff, est construit en 1852. Quatre années passèrent et après avoir dépassé une centaine de mètres de profondeur, une forte arrivée d’eau fit rompre le cuvelage et noya le puits qui fut utilisé jusqu'en 1950 comme château d'eau, ce qui le sauva de la destruction, en septembre 1975 il fut remblayé avec du sable. Il s'agit du plus ancien chevalement du bassin houiller lorrain. Il est inscrit aux monuments historiques.
Le puits no 2 est creusé depuis le mois d'août 1850 jusqu’à 200 mètres sous la surface. En 1854, l’eau noya le puits. Même une pompe de 300 CV n’empêcha pas l'abandon du puits. Celui-ci sera ensuite dissimulé sous une plaque en fonte de 10 centimètres d'épaisseur. Finalement, le puits sera remis au jour en mai 2003 par Charbonnages de France afin de le mettre en sécurité. Il fut comblé avec du sable et une dalle en béton fut coulée.

### Puits Sainte-Stéphanie n°1 et n°2
Ces deux puits se trouvaient à Stiring-Wendel. Le fonçage du puits no 1 commence le 1er décembre 1851 (on creuse d’abord le puits uniquement à mains d’hommes avant d'opter pour un trépan), pour atteindre 134 mètres de profondeur à la fin de l'année 1862. Le puits est abandonné en 1865 à la suite de trop fortes venues d'eau.
Le puits no 2 est foncé à partir de janvier 1863, atteignant 144 mètres de profondeur. Les travaux sont arrêtés et abandonnés en novembre 1866 à la suite d'un accident de sondage au fond.
En mars 2003, les deux puits sont mis en sécurité par charbonnages de France. Ils sont comblés avec un coulis de cendres-ciment avant la mise en place d'une dalle de béton,.

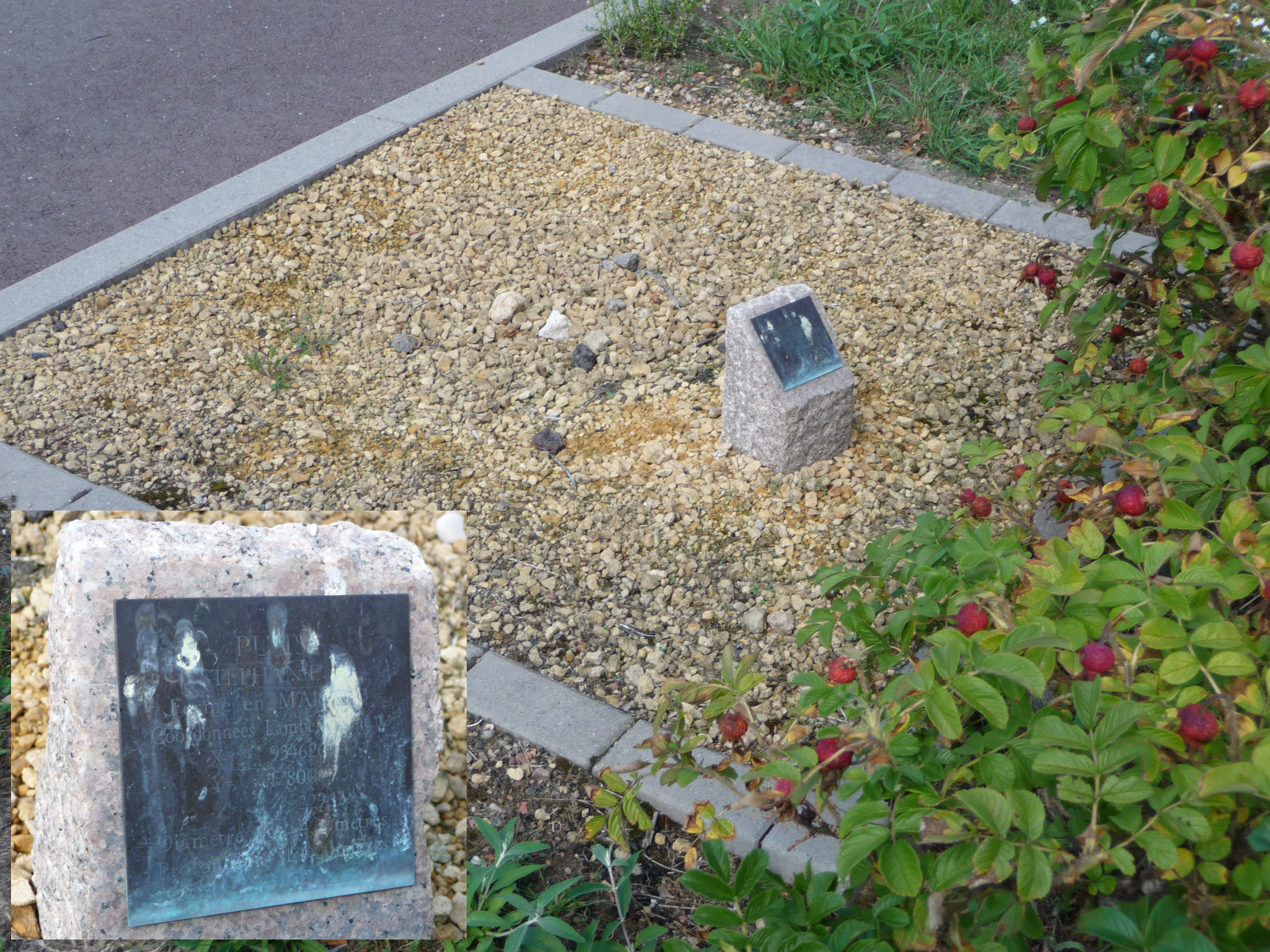
Puits no 1.
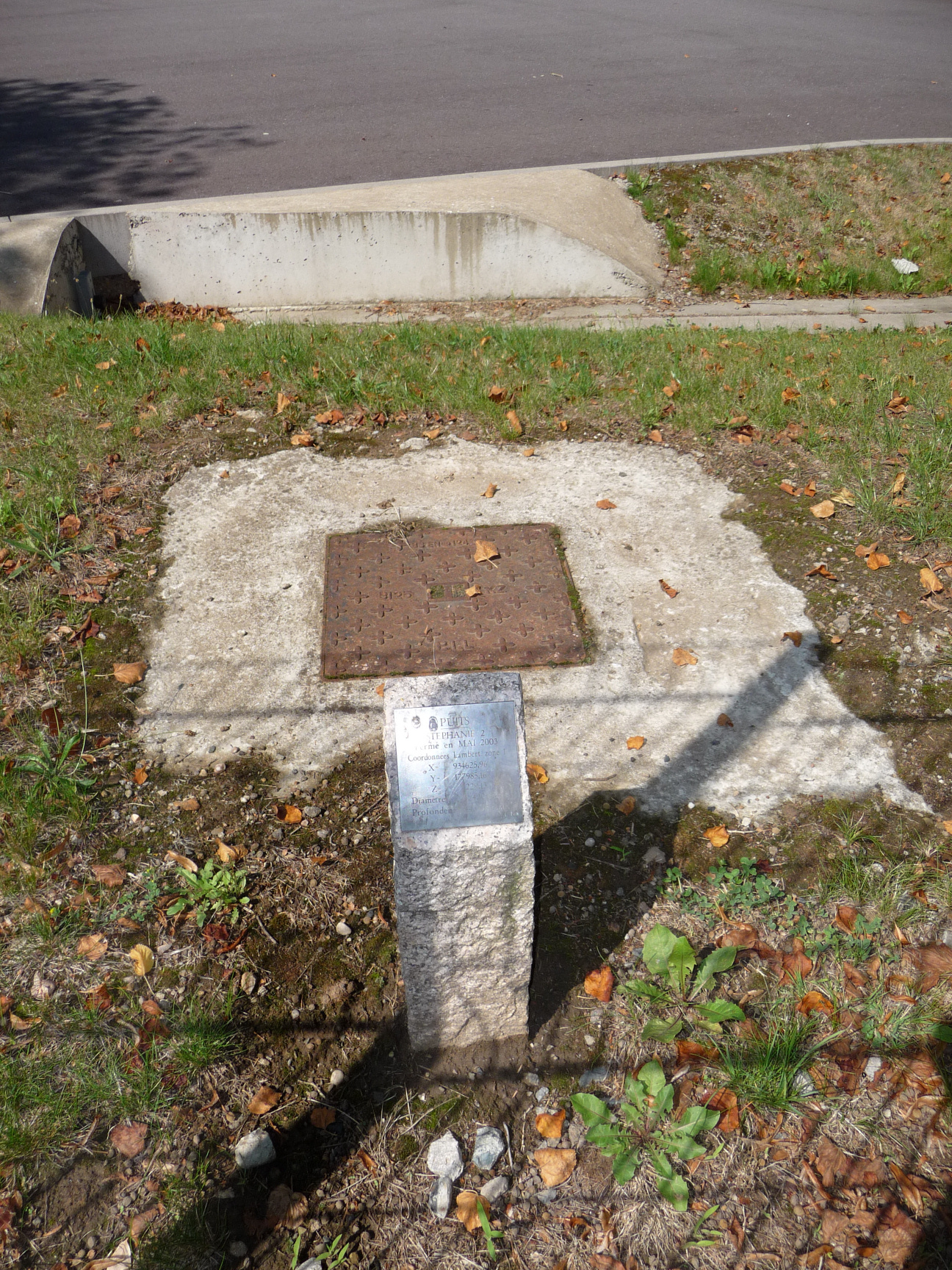
Puits no 2.

## GroupeSarre-Moselle

### La Houve puits ouest

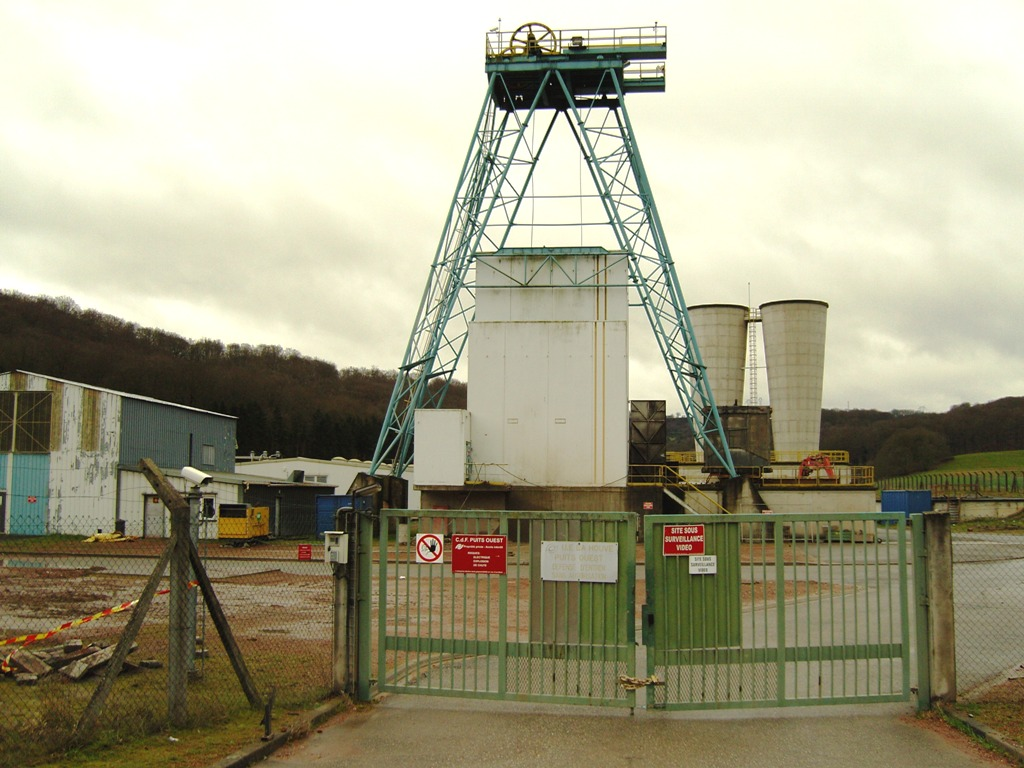
La Houve-ouest.

Ce puits se trouve à Bisten-en-Lorraine, il s'agit du puits d'aérage de l'unité d'exploitation de La Houve. Il a été foncé en 1987 pour atteindre 522 mètres de profondeur. Il s'agit du dernier puits foncé dans le bassin houiller lorrain. Il est remblayé en mars 2007 et son chevalement, abattu le 8 mai 2007.

### Puits Max ou Puits n°8
Au début de l'année 1854, un sondage de reconnaissance est entrepris à Carling. Le 21 juillet, on atteignit une couche de charbon profonde de 184 mètres. Le 17 novembre 1855, on commença à creuser le puits Max. L'extraction démarra en 1860. En 1864, le puits atteignit 335 mètres de profondeur mais il sera envahi par l'eau et abandonné dix ans plus tard. En 1908, le puits fut recreusé sur 600 mètres pour servir à l'aérage des puits de l'Hôpital. En 1918, toute activité était finie au puits Max. Le chevalement a été abattu en 1963. Une dalle en béton est coulée en 2005 par Charbonnages de France.

### Puits Barrois
Creusé à Creutzwald à partir de 1935, ce puits d'extraction sera profond de 572 mètres. Il sera exploité jusqu’en 1986 avant de fermer deux ans plus tard. Le chevalement est démoli à la fin de l'année 1989.

### Siège La Houve (5 puits)

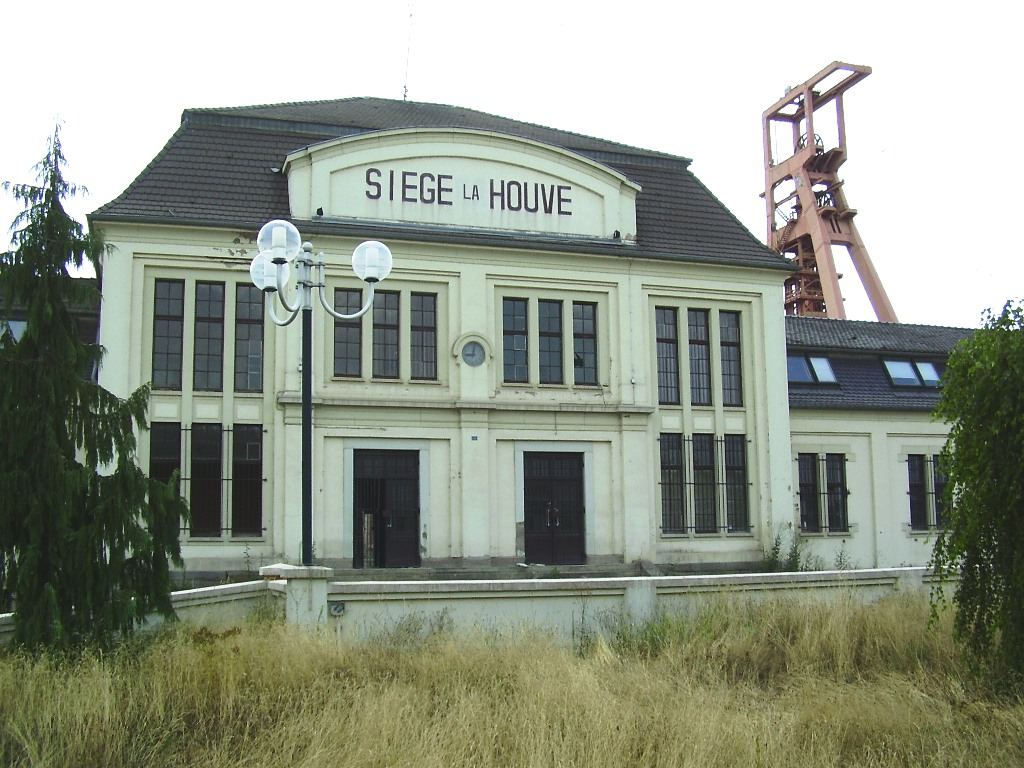
Le siège de Houve en 2006.

Creusé à Creutzwald à partir de 1923, ce puits qui sert d'aérage est d'exhaure des eaux est profond de 167 mètres. Il sert actuellement a l'alimentation en eaux pour la commune de Creutzwald.
Situé à Creutzwald, ce grand siège d'extraction possédait cinq puits. Il est le dernier à fermer en 2004.

### Puits de Falck
Situé à Falck, ce puits est entrepris en avril 1858. Mais il sera laissé à l’abandon en 1860 à 70 mètres de profondeur à la suite de fortes arrivées d'eau. En septembre 1888, un adolescent d'une quinzaine d'années pénétra dans l’enceinte de la fosse abandonnée et fera, par la suite, une chute d'un soixantaine de mètres dans le puits noyé. Ce dernier sera finalement mis en sécurité deux mois plus tard. La cheminée sera dynamitée le 10 juillet 1896 par l'armée. Le puits sera remblayé en 1931 à la suite d'un nouvel accident. Les galeries affleurantes seront remblayées début 2002 par charbonnages de France.

### Puits Cuvelette Nord et Sud

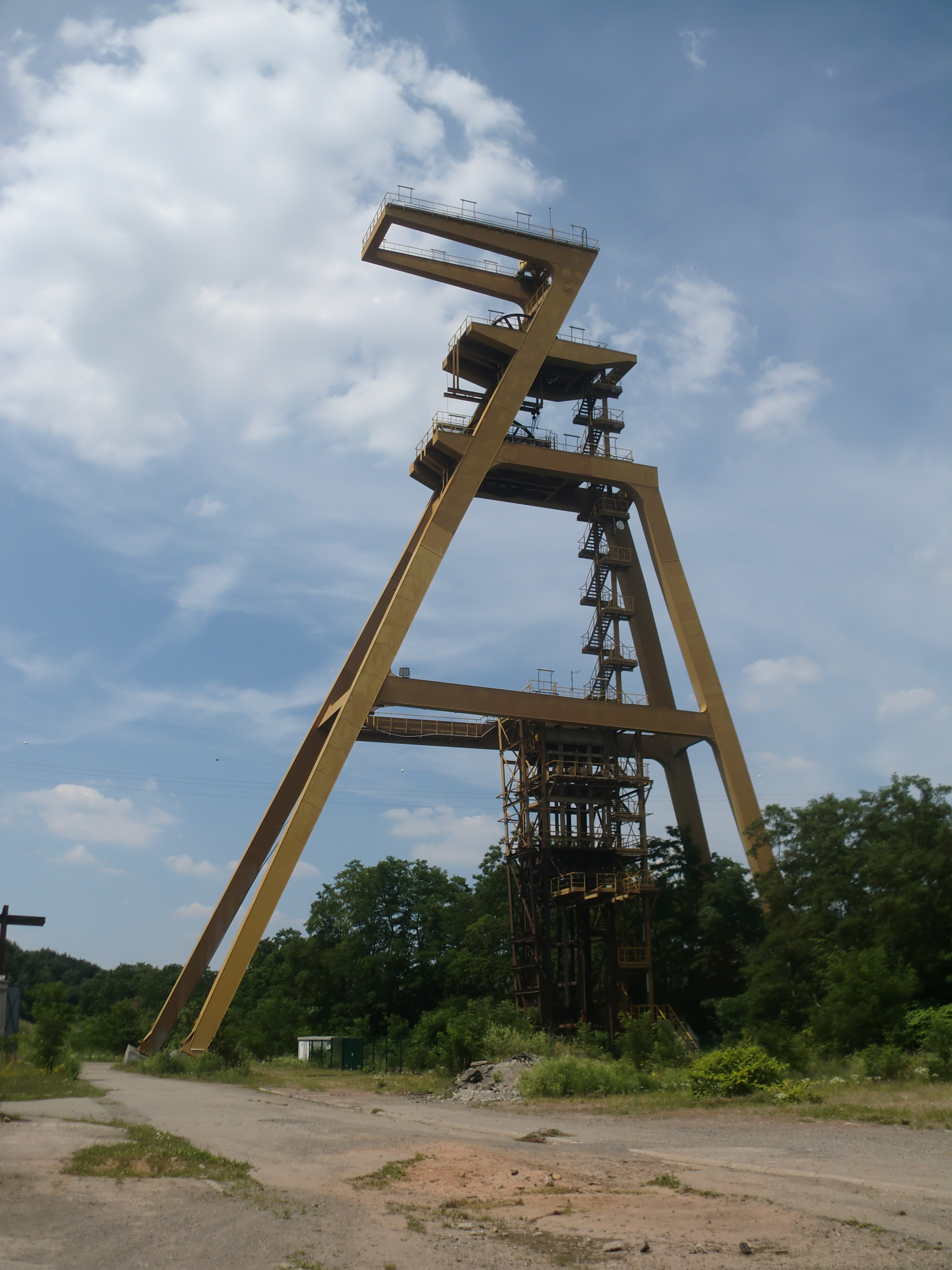
Le chevalement du puits Cuvelette Nord en 2011.

Les deux puits seront creusés à Freyming-Merlebach à partir de janvier 1930, ils dépasseront les 600 mètres de fond. Le puits Nord servait à l'extraction jusqu'en 1966. Il sera ensuite intégré à l'unité d'exploitation de Merlebach pour l'aérage des chantiers. En 1991, le puits Nord reçoit un nouveau chevalement métallique « moderne » de type porte-à-faux à la suite d'un approfondissement jusqu’à 1 289 mètres de profondeur. Les deux puits seront remblayé en 2003 (Cuvelette Sud) et de juin à septembre 2006 (Cuvelette Nord) .De nos jours, la quasi-totalité du carreau est conservée vide mais en relativement bon état, le chevalement du puits Sud est le dernier chevalement en béton armé du bassin à être toujours debout, c'est ainsi qu'il a été inscrit aux monuments historiques,.

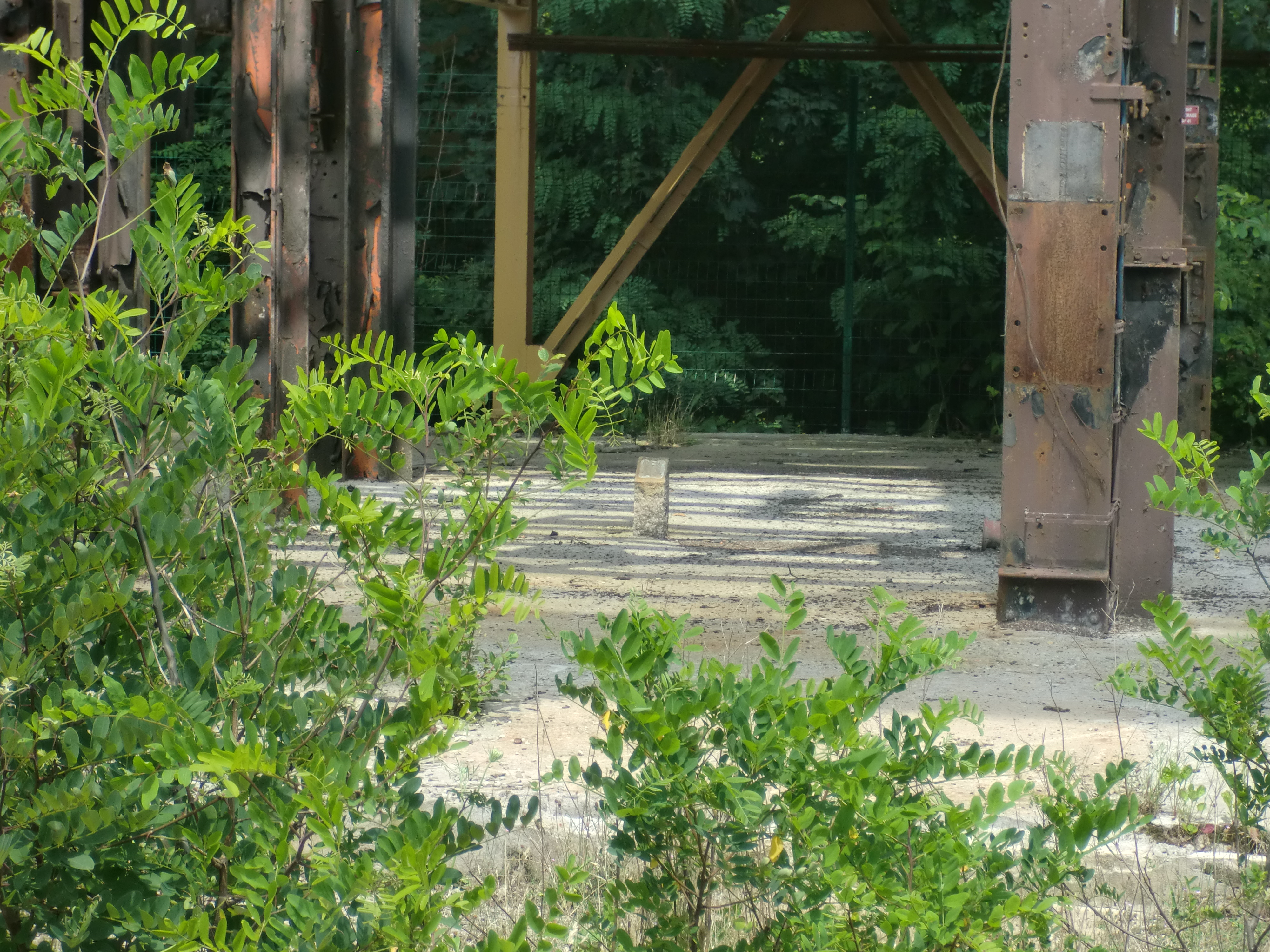
La borne du puits Cuvelette Nord.
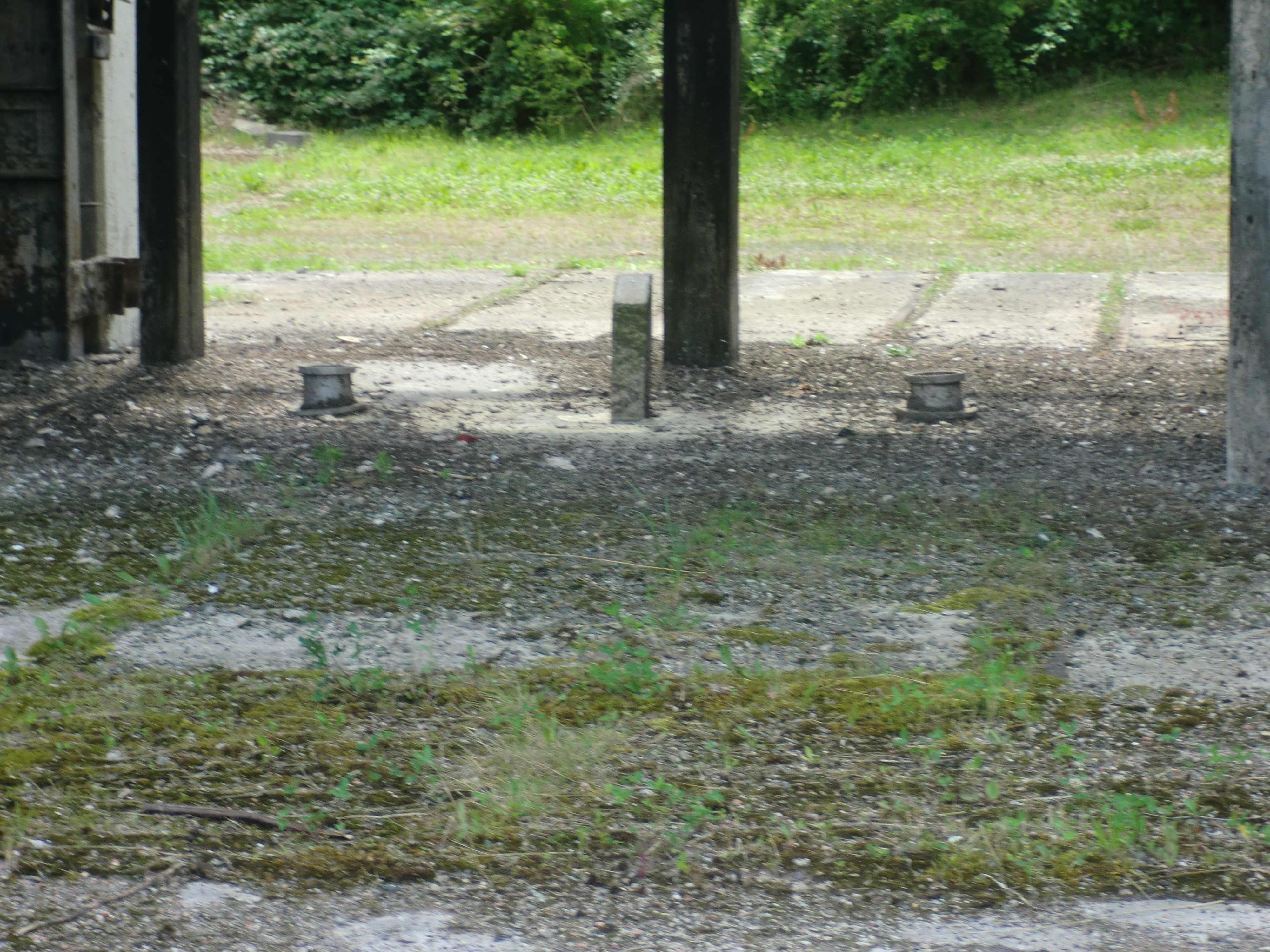
La borne du puits Cuvelette Sud.

### Puits de Freyming
Situé à Freyming (ou puits Hugo Stinnes), ce puits d'extraction est entrepris en janvier 1905 jusqu’à 772 mètres au nord-ouest du puits no 5. Il était employé pour l'extraction de l'ensemble des charbons de l'unité de Merlebach grâce à quatre skips. Le puits est remblayé du 8 mars au 20 juin 2005 et le chevalement est démonté (pièce par pièce) en mars 2006.

### Puits Hochwald ou puits n°4
Entrepris à partir de 1855 à Freyming-Merlebach pour atteindre la profondeur de 267 mètres.
L'extraction stoppa soudainement en 1924 à cause d'une importante arrivée d'eau. Le second chevalement a été construit en béton armé en 1936 et sera démoli en 1982. Le puits a été comblé avec du béton en 2002 par charbonnages de France. Une dalle en béton est coulée en 2005.

### Puits Peyerimhoff
Implanté à Freyming-Merlebach, ce puits appelé à l'origine puits August Thyssen sera foncé dès 1909-1910, atteignant une profondeur de 800 mètres. L'extraction dans ce puits cessa en 1972 avant de reprendre en 1976 puis stoppé à nouveau dix ans plus tard. Le chevalement est démonté en 1994.

### Puits Reumaux
Ce puits se trouve à Freyming-Merlebach. Le fonçage commence en 1921 et s’arrêtera à 1 138 mètres de profondeur. Au milieu du XXe siècle, un grand bâtiment remplace l’ancien chevalement en béton. La recette se situe à 55 mètres sous la surface et est desservie par une galerie affleurante. Le puits est remblayé intégralement du 29 avril au 16 septembre 2004 et le bâtiment de la machine d'extraction est démoli en 2005.

### Puits Vouters n°1 et n°2

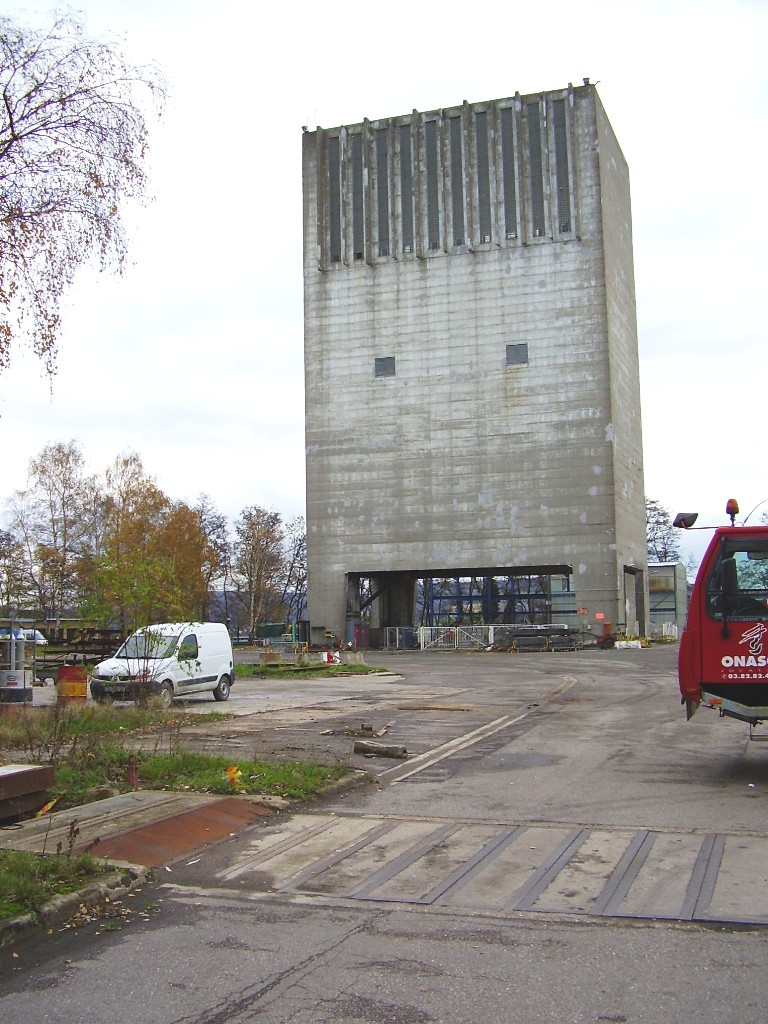
Le puits Vouters no 2 avant démolition.

Ce siège composé de deux puits se trouve à Freyming-Merlebach. Le puits no 1 est creusé depuis 1872 jusqu’à 756 mètres. Il est démantelé de 1962 à 1963 et le puits mis en sécurité au début des années 2000. Le puits no 2 est creusé depuis janvier 1958 jusqu’à 1 327 mètres (le plus profond de Lorraine). Le puits sera mis en sécurité de juin a novembre 2006 et la tour d'extraction du puits no 2 a été démolie par dynamitage le 14 juin 2007.

### Puits deHombourg(ou puits Merlebach sud)
Le fonçage de ce puits commence en janvier 1950 et s'achèvera à 528 mètres sous terre.
On entreprend des liaisons avec les puits Sainte-Fontaine et Cuvelette afin d'assurer l'exhaure. Une forte arrivée d'eau sonnera le glas du puits et il fut remblayé en 1961.

### Puits n°1 deL'Hôpital
Ce puits est entrepris dès 1862 pour atteindre 522 mètres de profondeur. L'extraction stoppa en 1918. Il sera alors utilisé en tant que puits d'aérage du puits no 2 de l'Hôpital. Il ferma en 1971 et remis en sécurité en 2004 en même temps que le puits n°2.  

### Puits n°2 deL'Hôpital
Le fonçage débute en 1862 pour s’arrêter à la profondeur de 616 mètres. Il sera remblayé en mars 1971 et mis en sécurité en 2004 par Jet-Grouting. De nos jours, le site des puits no 1 et no 2 est occupé par un centre de formation.

### Puits n°3  deL'Hôpital(ou puits neuf)
Le puits est creusé depuis 1874 jusqu’à 420 mètres de profondeur. Il est remblayé en 1979.

### Puits n°3 bis  deL'Hôpital(ou puits n°7)
Le puits est foncé depuis 1874 jusqu’à 182 mètres de fond. Il ferme en 1879. Il est réexploité de 1911 à 1912.

### Puits n°6 deL'Hôpital

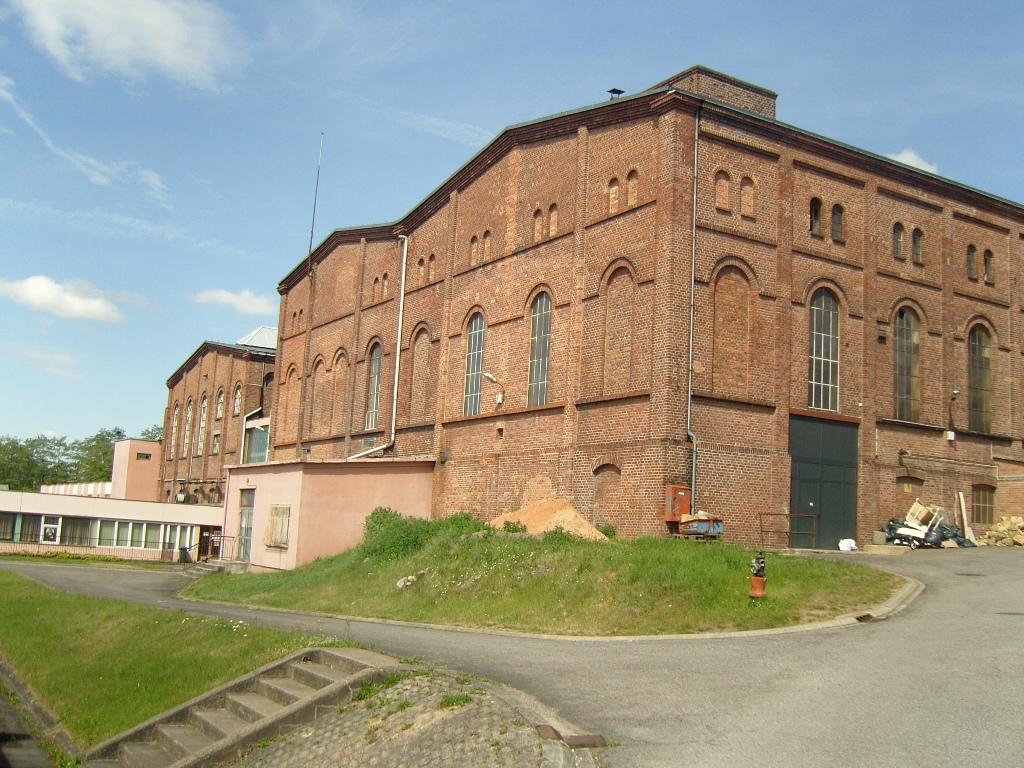
Le puits no 6 de l'Hôpital.

Le fonçage du puits commence le 2 mai 1888 et s'enfoncera jusqu’à la profondeur de 716 mètres. Une veine de houille de 90 centimètres est trouvée le 5 janvier 1894. Le puits sera achevé en mars 1898 et l'extraction commence. En 1902, la tour en bois est démolie au profit d'un chevalement en métal. Le puits est abandonné au début de la Première Guerre mondiale avant de fermer ses portes en 1991. Le puits est adjacent à la Cokerie de L'Hôpital-Carling.

### Puits de Vernejoul
Ce puits est localisé à Porcelette. Le fonçage est entrepris en septembre 1954 et se poursuivra sur 570 mètres. Il est équipé d'un skip et d'un chevalement métallique « moderne » de type porte-à-faux assurant ainsi l'extraction globale de l'unité d'exploitation de La Houve. Le puits est remblayé en 2004 est le chevalement abattu le 20 avril 2005.

## Sarre

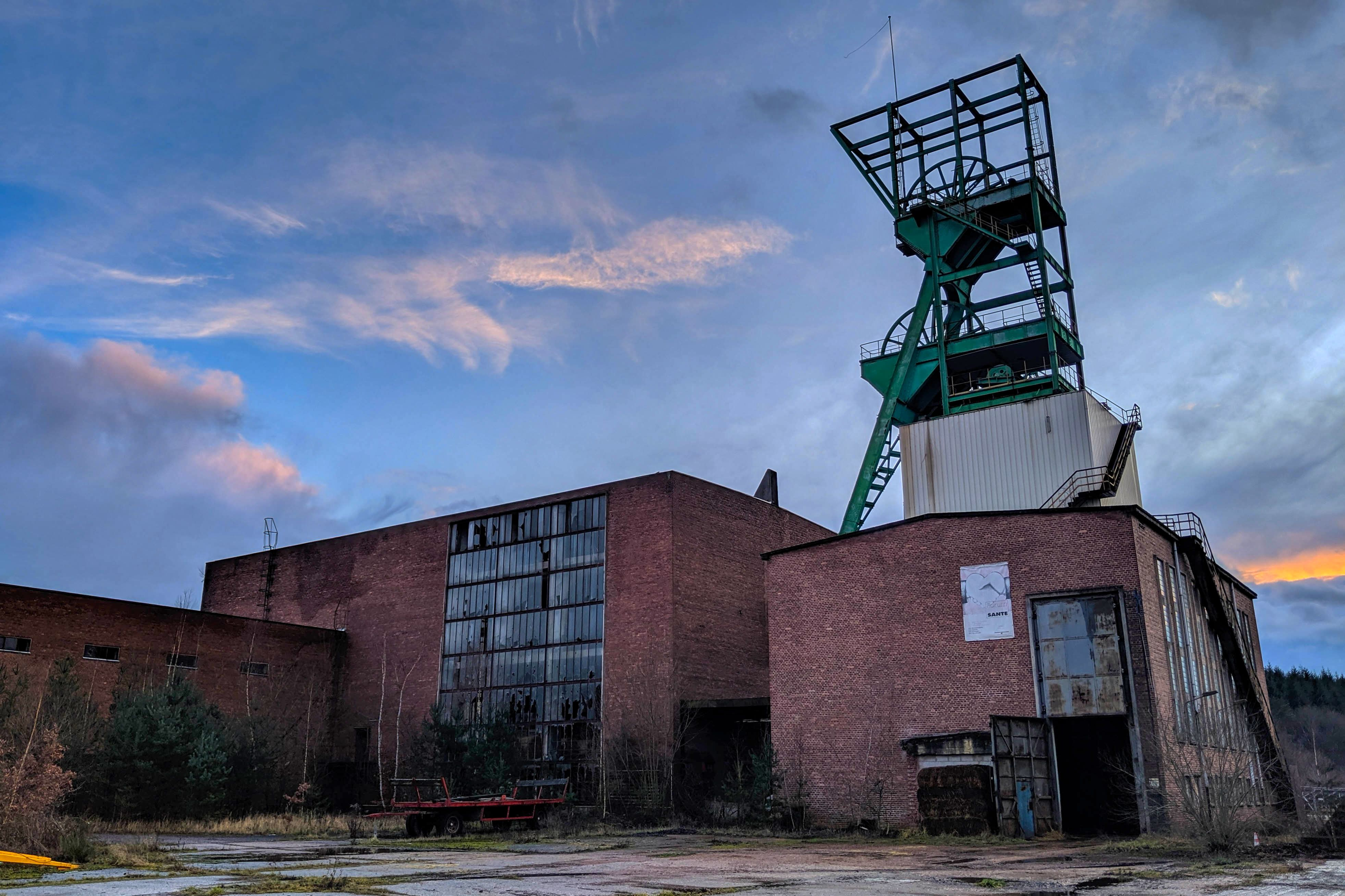
Le puits Merlebach-Nord en 2019.

### PuitsMerlebachNord
Situé à Saint Nikolaus, en Sarre. Ce puits de service et d'aérage de l'UE Merlebach est entrepris en décembre 1948 pour atteindre une profondeur de 1 069 mètres. Il possède un chevalement identique à celui du puits Saint-Charles no 4. Le chevalement est conservé est le puits est remblayé en mai 2007.

### Puits Saint-Charles n°4
Ce puits est situé à Grande-Rosselle en Sarre. Le fonçage du puits débute en 1948 pour s'achever en 1952 à 737 mètres de profondeur. Ce puits est destiné au service et à l'aérage.